# Ленкорань (аеропорт)
Міжнародний аеропорт Ленкорань (азерб. Lənkəran Hava Limanı (IATA: LLK, ICAO: UBBL)) - міжнародний аеропорт спільного базування міста Ленкорань на, південному сході Азербайджану . Здано в експлуатацію восени 2008 року. Статус міжнародного присвоєно влітку 2009 року.

## Авіалінії та напрямки
| Авіакомпанія        | Пункт призначення             |
| ------------------- | ----------------------------- |
| Azerbaijan Airlines | Баку Сезонний: Москва-Внуково |
| Nordavia            | Сезонний: Ст Петербург        |
| Ural Airlines       | Москва-Домодєдово             |